# Huskies de Northeastern
Les Huskies de Northeastern sont les équipes sportives représentant l'université du Nord-Est (NU) de Boston, dans le Massachusetts. Ils participent à treize sports d’équipe universitaires : le hockey sur glace masculin féminin (dans la Hockey East) ; le baseball masculin, le basket-ball masculin et féminin, le hockey sur gazon féminin, le volley-ball, la natation, le football masculin et féminin (au sein de la Colonial Athletic Association ), ainsi que l'aviron, l'athlétisme et le cross-country masculin et féminin.
La mascotte de NU s'appelle Paws . Les couleurs de l'école sont le rouge et le noir avec une bordure blanche. La chanson de combat « All Hail, Northeastern »est composée par Charles A. Pethybridge.
Alors que Northeastern remporte de nombreux championnats de conférence, un seul homme a été couronné champion de la National Collegiate Athletic Association (NCAA). Boris Djerassi a remporté le championnat NCAA de 1975 au lancer du marteau.
Les principales installations sportives comprennent la Matthews Arena, la plus ancienne arène de hockey sur glace au monde (capacité: 4 666 places pour le hockey, 5 250 pour le basketball), Parsons Field (en) (3 000 places pour le baseball), le Cabot Center (en) (1 800 places pour le basketball et le volleyball), le Barletta Natatorium (500 places) et le Reggie Lewis Track and Athletic Center (en) (3 500 places).

## Sports pratiqués
17 équipes représentent l'université Northeastern, sept masculines et dix féminines :
| Équipes masculines | Équipes féminines   |
| ------------------ | ------------------- |
| Baseball           | Basket-ball         |
| Basket-ball        | Cross-country       |
| Cross-country      | Hockey sur gazon    |
| Hockey sur glace   | Hockey sur glace    |
| Aviron             | Aviron              |
| Football           | Football            |
| Athlétisme*        | Natation et plongée |
|                    | Athlétisme*         |
|                    | Volley-ball         |

*L'athlétisme comprend les équipes en salle et en plein air.

### Basketball
Northeastern est actuellement membre de la Colonial Athletic Association, après de nombreuses années dans l’America East Conference. L'entraîneur actuel du basketball masculin est Bill Coen (en).
Les Huskies remportent le tournoi CAA en 2015, se qualifiant pour le tournoi NCAA, mais perdent contre les Fighting Irish de Notre Dame au premier tour.
Parmi les joueurs notables de Northeastern, on peut citer le capitaine des Celtics de Boston et All-Star Reggie Lewis, Perry Moss (en) des Warriors de Golden State, le Grec Dave Caligaris (en), le joueur américain Pete Harris, le garde des Mavericks de Dallas et champion NBA José Juan Barea, l’entraîneur-chef adjoint des Friars de Providence  Andre LaFleur, et le garde du Saski Baskonia, Matt Janning (en).

### Baseball
L’équipe de baseball de la Northeastern University est actuellement membre de la Colonial Athletic Association et est entraînée par Mike Glavine (en).
Dans le cadre de la Conférence America East de 1979 à 2005, le programme de baseball remporte trois tournois de conférence, en 1994, 1997 et 2003. Les Huskies ont participé au tournoi de la NCAA en 2018.
Parmi les joueurs notables du Nord-Est figurent Adam Ottavino des Yankees de New York, Carlos Peña des Rays de Tampa Bay, Mike Glavine (en) des Mets de New York, Johnny Tobin (en), des Giants de San Francisco, et Wild Bill Hunnefield (en), des White Sox de Chicago.
Les Huskies sont apparus dans les 1966 College World Series. L’équipe dispute un match d'entraînement contre les Red Sox de Boston au printemps.

### Football américain
Le 20 novembre 2009, le conseil d'administration de l'université vote en faveur de la fin du programme de football américain, invoquant la faible participation, de nombreuses saisons perdues et les dépenses engagées pour rénover le stade de Parsons Field (en) à un niveau acceptable. Selon le président Joseph Aoun, « Le leadership exige que nous fassions ces choix. Cette décision nous permet de nous concentrer sur nos programmes sportifs existants. ».
Parmi les joueurs notables des Huskies, on retrouve le Pro Bowler Dan Ross (en), des Bengals de Cincinnati ; le defensive end des Green Bay Packers, également sélectionné au Pro Bowl (1993) Sean Jones (en), le defensive lineman des Steelers de Pittsburgh Keith Willis (en) et le linebacker Darin Jordan (en), également des Steelers .